# PolyMeta
A PolyMeta egy általános célú metakereső (meta-kereső, meta kereső), amely lehetőséget nyújt tetszőleges számú, interneten keresztül elérhető kereső (adatbázis, forrás) egyidejű keresésére.
Az eredményekből közös találati lista készül, amelyben az elemek fontossági sorrendbe rendezettek.
Megjelenítenek egy „tartalomjegyzéket” is, ami segítséget ad a felhasználónak a témához tartozó altémák, kapcsolódó fogalmak azonosításában, az azokhoz tartozó találatok megjelenítésében. Így azonnali áttekintést kaphatunk az eredmények tartalmáról, ami nem csak az első oldalon látható találatokra vonatkozik.

## Jellemzői
- tetszőleges számú adatforrás egyidejű keresése (keresők, híroldalak, rejtett web: könyvtári katalógusok, publikációs oldalak stb.)
- jelenleg közel 800 kereshető forrás (tudományos adatbázisok, általános keresők, video, kép, hírforrások stb.) elérhető
- a tartalomjegyzék fejlett nyelvi elemzőtechnológia felhasználásával készül. A nyelvi feldolgozásban a MorphoLogic csúcstechnológiájú nyelvi eszközkészletét alkalmazzák
- fejlett adminisztrációs felület (felhasználók, felhasználói csoportok, jogosultságok)
- széleskörűen testreszabható szolgáltatások, skálázhatóság (egyszerűtől a legösszetettebb kutatói funkciókig)
- források változásainak automatikus detektálása
- platformfüggetlenség (Java technológia): tesztelve Linux, Solaris és Win32 operációs rendszereken
- támogatott keresési protokollok: HTTP, Z39.50

## Külső hivatkozások
- PolyMeta meta kereső
- Kereső Világ: Magyar nyelvű blog az internetes keresésről, keresőkről